# 657-й штурмовой авиационный полк
657-й штурмовой авиационный Гдынский ордена Суворова полк, он же до лета 1942 года 657-й ночной бомбардировочный авиационный полк— воинская часть вооружённых СССР в Великой Отечественной войне.

## История
Сформирован в ноябре 1941 года в Чирчике на базе Ташкентской школы стрелков-бомбардиров как ночной бомбардировочный полк, имея на вооружении самолёты Р-5.
В составе действующей армии как 657-й ночной бомбардировочный авиационный полк с 24 декабря 1941 по 30 марта 1942, как 657-й штурмовой авиационный полк с 21 июля 1942 по 15 февраля 1943, с 5 августа 1943 по 8 января 1944, с 22 июня 1944 по 8 сентября 1944 и с 9 октября 1944 по 9 мая 1945 года.
В конце декабря 1941 года поступил в распоряжение командования 2-й ударной армии, участвует в Любанской операции, действует в районе Чудово, Любани, Спасской Полисти, производя ночные бомбардировки, а также снабжая с воздуха окружённую 2-ю ударную армию.
В апреле 1942 года, понеся большие потери, выведен на переформирование, перебазировался на тыловой аэродром у города Куйбышева, был вооружён самолётами Ил-2 и переформирован в штурмовой полк.
В середине июля 1942 года, закончив переподготовку, полк убыл на южное направление. Базируется на аэродроме в Заветинском районе селом Торговое, наносит штурмовые удары по наступающим войскам противника, в частности у станицы Морозовской, в последующие дни штурмует вражеские колонны в направлении станицы Цимлянской, разрушает переправы через реку Дон. В августе 1942 года полк действует уже над нынешним Ставропольским краем, так 7 августа 1942 года штурмует скопление вражеских войск близ Ворошиловска (ныне Ставрополь), с 10 августа 1942 года штурмует переправы через Кубань в районе Невинномысска.
В сентябре 1942 года отведён в резерв Закавказского фронта и в боях не участвовал в течение года. В августе 1943 года полк вошёл в состав 232-й штурмовой дивизии вскоре преобразованной в 7-ю гвардейскую штурмовую дивизию и начал боевые вылеты в ходе Смоленско-Рославльской операции, действует на Ельнинско-Могилёвском направлении, штурмует позиции противника в районах Ельня, Рославль, Кричев, посёлков Починок, Мстиславль, Дрибин, наносит удары по переправам на реке Проня.
С января 1944 года и вплоть до начала Белорусской операции проходит переформирование в районе Карачева..
С 24 июня 1944 года входит в состав 196-й штурмовой авиационной Жлобинской Краснознамённой дивизии 4-го штурмового авиационного корпуса и совершает боевые вылеты в ходе Бобруйской операции, наносит удары в районах Бобруйска, Жлобина, Слуцка, Осиповичей, Шацка, Несвижи, Барановичей, Слонима, Волковыска. С начала августа 1944 года и до начала сентября 1944 года действует в районе крепости Осовец. В начале сентября 1944 года отведён на восстановление, и восстанавливается в течение месяца.
С января 1945 года поддерживает с воздуха наступающие войска в ходе Млавско-Эльбингской операции, в частности наносит удары в районе городов Плоньск, Бродница и города-крепости Грауденца, а также с февраля 1944 года действовал на кёнигсбергском направлении с запада, в частности в районах Хожеле — Вилленберг. В феврале 1944 года начал действовать в ходе Восточно-Померанской операции, в том числе штурмует позиции у Данцига и Гдыни, в ходе взятия последней отличился.
С апреля 1945 года действует в ходе Берлинской операции, наносит удары по противнику в районах Штеттина, Шведта, Пренцлау, Варена, закончил войну ударом по группировке противника в Гарце.

## Подчинение
| Дата            | Фронт (округ)                              | Армия                | Корпус                           | Дивизия                                       | Примечания        |
| --------------- | ------------------------------------------ | -------------------- | -------------------------------- | --------------------------------------------- | ----------------- |
| 01.01.1942 года | -                                          | -                    | -                                | -                                             | нет данных        |
| 01.02.1942 года | Волховский фронт                           | 2-я ударная армия    | -                                | -                                             | -                 |
| 01.03.1942 года | Волховский фронт                           | 2-я ударная армия    | -                                | -                                             | -                 |
| 01.04.1942 года | Волховский фронт                           | 2-я ударная армия    | -                                | -                                             | -                 |
| 01.05.1942 года | Приволжский военный округ                  | -                    | -                                | -                                             | -                 |
| 01.06.1942 года | Приволжский военный округ                  | -                    | -                                | -                                             | -                 |
| 01.07.1942 года | Приволжский военный округ                  | -                    | -                                | -                                             | -                 |
| 01.08.1942 года | Северо-Кавказский фронт                    | 4-я воздушная армия  | -                                | 265-я истребительная авиационная дивизия      | -                 |
| 01.09.1942 года | Закавказский фронт (Северная группа войск) | 4-я воздушная армия  | -                                | -                                             | точных данных нет |
| 01.10.1942 года | Закавказский фронт (Северная группа войск) | 4-я воздушная армия  | -                                | -                                             | -                 |
| 01.11.1942 года | Закавказский фронт (Северная группа войск) | 4-я воздушная армия  | -                                | -                                             | -                 |
| 01.12.1942 года | Закавказский фронт (Северная группа войск) | 4-я воздушная армия  | -                                | -                                             | -                 |
| 01.01.1943 года | Закавказский фронт                         | -                    | -                                | -                                             | -                 |
| 01.02.1943 года | Закавказский фронт                         | -                    | -                                | -                                             | -                 |
| 01.03.1943 года | Закавказский фронт                         | -                    | -                                | -                                             | -                 |
| 01.04.1943 года | Резерв Ставки ВГК                          | -                    | -                                | -                                             | -                 |
| 01.05.1943 года | Московский военный округ                   | -                    | -                                | -                                             | -                 |
| 01.06.1943 года | Московский военный округ                   | -                    | -                                | -                                             | -                 |
| 01.07.1943 года | Московский военный округ                   | -                    | -                                | -                                             | -                 |
| 01.08.1943 года | Московский военный округ                   | -                    | -                                | -                                             | -                 |
| 01.09.1943 года | Западный фронт                             | 1-я воздушная армия  | 2-й штурмовой авиационный корпус | 232-я штурмовая авиационная дивизия           | -                 |
| 10.09.1943 года | Западный фронт                             | 1-я воздушная армия  | 2-й штурмовой авиационный корпус | 6-я гвардейская штурмовая авиационная дивизия |                   |
| 01.10.1943 года | Западный фронт                             | 1-я воздушная армия  | 2-й штурмовой авиационный корпус | 7-я гвардейская штурмовая авиационная дивизия | -                 |
| 01.11.1943 года | Западный фронт                             | 1-я воздушная армия  | 2-й штурмовой авиационный корпус | 7-я гвардейская штурмовая авиационная дивизия | -                 |
| 01.12.1943 года | Западный фронт                             | 1-я воздушная армия  | 2-й штурмовой авиационный корпус | 7-я гвардейская штурмовая авиационная дивизия | -                 |
| 01.01.1944 года | Западный фронт                             | 1-я воздушная армия  | 2-й штурмовой авиационный корпус | 7-я гвардейская штурмовая авиационная дивизия | -                 |
| 01.02.1944 года | Московский военный округ                   | -                    | -                                | -                                             | точных данных нет |
| 01.03.1944 года | Резерв Ставки ВГК                          | -                    | 4-й штурмовой авиационный корпус | 196-я штурмовая авиационная дивизия           | -                 |
| 01.04.1944 года | Резерв Ставки ВГК                          | -                    | 4-й штурмовой авиационный корпус | 196-я штурмовая авиационная дивизия           | -                 |
| 01.05.1944 года | Резерв Ставки ВГК                          | -                    | 4-й штурмовой авиационный корпус | 196-я штурмовая авиационная дивизия           | -                 |
| 01.06.1944 года | 1-й Белорусский фронт                      | 16-я воздушная армия | 4-й штурмовой авиационный корпус | 196-я штурмовая авиационная дивизия           | -                 |
| 01.07.1944 года | 1-й Белорусский фронт                      | 16-я воздушная армия | 4-й штурмовой авиационный корпус | 196-я штурмовая авиационная дивизия           | -                 |
| 01.08.1944 года | 1-й Белорусский фронт                      | 16-я воздушная армия | 4-й штурмовой авиационный корпус | 196-я штурмовая авиационная дивизия           | -                 |
| 01.09.1944 года | 2-й Белорусский фронт                      | 4-я воздушная армия  | 4-й штурмовой авиационный корпус | 196-я штурмовая авиационная дивизия           | -                 |
| 01.10.1944 года | 2-й Белорусский фронт                      | 4-я воздушная армия  | 4-й штурмовой авиационный корпус | 196-я штурмовая авиационная дивизия           | -                 |
| 01.11.1944 года | 2-й Белорусский фронт                      | 4-я воздушная армия  | 4-й штурмовой авиационный корпус | 196-я штурмовая авиационная дивизия           | -                 |
| 01.12.1944 года | 2-й Белорусский фронт                      | 4-я воздушная армия  | 4-й штурмовой авиационный корпус | 196-я штурмовая авиационная дивизия           | -                 |
| 01.01.1945 года | 2-й Белорусский фронт                      | 4-я воздушная армия  | 4-й штурмовой авиационный корпус | 196-я штурмовая авиационная дивизия           | -                 |
| 01.02.1945 года | 2-й Белорусский фронт                      | 4-я воздушная армия  | 4-й штурмовой авиационный корпус | 196-я штурмовая авиационная дивизия           | -                 |
| 01.03.1945 года | 2-й Белорусский фронт                      | 4-я воздушная армия  | 4-й штурмовой авиационный корпус | 196-я штурмовая авиационная дивизия           | -                 |
| 01.04.1945 года | 2-й Белорусский фронт                      | 4-я воздушная армия  | 4-й штурмовой авиационный корпус | 196-я штурмовая авиационная дивизия           | -                 |

## Командиры
- А. Волков, капитан
- майор, подполковник Варгашкин, Евгений Иванович (с августа 1944 г.)
- Бабичев, Алексей Дмитриевич, гвардии майор, сентябрь 1943
- Палкин, майор, август 1945

## Штурман полка
- майор Колесников, Пимен Григорьевич

## Награды и наименования
| Награда (наименование)           | Дата       | За что получена |
| -------------------------------- | ---------- | --- |
| Почётное наименование «Гдынский» | 17.05.1945 | |
| Орден Суворова III степени       | 4.06.1945  | За образцовое выполнение заданий командования в боях с немецкими захватчиками при овладении городами Штеттин, Гарц, Пенкун, Казеков, Шведт и проявленные при этом доблесть и мужество. |

## Отличившиеся воины полка
| Награда | Ф. И.О                       | Должность                        | Звание            | Дата награждения | Данные о вылетах   | Примечания                  |
| ------- | ---------------------------- | -------------------------------- | ----------------- | ---------------- | ------------------ | --------------------------- |
|         | Гуров, Константин Фролович   | командир эскадрильи              | капитан           | 18.08.1945       | 119 боевых вылета  | посмертно, погиб 13.02.1945 |
|         | Давыдов, Константин Иванович | командир эскадрильи              | капитан           | 18.08.1945       | 163 боевых вылета  | -                           |
|         | Иванов, Михаил Иванович      | командир звена                   | старший лейтенант | 18.08.1945       | 100 боевых вылетов | -                           |
|         | Мишин, Алексей Васильевич    | заместитель командира эскадрильи | старший лейтенант | 18.08.1945       | 96 боевых вылетов  | -                           |
|         | Олепир, Алексей Иванович     | командир звена                   | старший лейтенант | 18.08.1945       | 96 боевых вылетов  | -                           |
|         | Фролов, Михаил Алексеевич    | командир эскадрильи              | лейтенант         | 18.08.1945       | 98 боевых вылетов  | -                           |